# أبو القاسم الليثي السمرقندي
أبو القاسم الليثي السمرقندي (ت. بعد 888 هـ / بعد 1483 م) أديب وعالم بفقه الحنفية.
هو أبو القاسم بن أبي بكر الليثي السمرقندي.

## آثاره
ذكر الزركلي أن من كبته:
- «الرسالة السمرقندية» في الاستعارات.
- «مستخلص الحقائق شرح كنز الدقائق» - في فقه الحنفية.
- «حاشية على المطول» في البلاغة.
- «شرح الرسالة العضدية» للجرجاني في الوضع، أنجزه السمرقندي في 4 شعبان 888 هـ.[3]